# Čojč
Čojč je hybridní umělá řeč složená z němčiny a češtiny. Je používaná v projektech divadelní sítě Čojč, která od roku 2003 organizuje v česko-bavorském pohraničí setkání mládeže vedené divadelními pedagogy.  Název Čojč je složenina slov česky a deutsch (německy), jehož písemná podoba se řídí konvencemi českého pravopisu. Od července 2010 existuje obecně prospěšná společnost Čojč gGmbH divadelní síť Čechy Bavorsko, která koordinuje projekty sítě.

## Historie
První česko-německé divadelní projekty v Norimberku byly uskutečněny v rámci partnerství měst Norimberka a Prahy v roce 1998 pod vedením centra divadelní pedagogiky DAS Ei Norimberk. V roce 2000 organizovalo první podzimní konferenci v Selbu a Aši za účelem vyvinutí novodobého přístupu k participaci. Následně se tato každoroční konference rozvinula v prostor pro plánování a propojení divadelních projektů v česko-bavorském pohraničí[zdroj?] a místo konání se v okolí česko-německé hranice pravidelně mění. Od roku 2007 se tato konference koná pod názvem Čojčlandská Konferenz, poslední proběhla na podzim 2018 v Ensdorf. 
V roce 2002 založili v Praze bývalí účastníci projektů spolek A BASTA! o.s., s cílem podporovat a organizovat česko-německá setkávání mladých lidí v Čechách. Koncept čojč, který sjednocuje tato setkávání, divadelní projekty a směs jazyků, vznikl v úzké spolupráci DAS Ei s A BASTA!. Přes různé podoby projektů se nakonec zformovala stabilní síť,[zdroj?] která se mohla etablovat díky dobrovolnictví projektových účastníků a díky spolupráci mezi školami, kulturními a mládežnickými centry a také mezi obcemi v česko-bavorském pohraničí. V roce 2010 založili oba spolky obecně prospěšnou společnost Cojc gGmbH, které od té doby náleží realizace všech čojč projektů.

## Forma setkávání
Čojč jako forma setkávání se při dvounárodních setkáních mládeže pokouší překonat jazykové a kulturní bariéry mezi sousedními zeměmi Německem a Čechami. Médiem setkání je většinou divadelní hra, kterou mladí lidé na projektu pod pedagogickým vedením vytvoří, sami přepíší do umělecké řeči čojč a uvedou na jeviště. Představení, která vzniknou, se hrají především na školách v česko-bavorském pohraničí, aby podnítila diskuzi o interkulturních otázkách a aby poukázala na perspektivy přeshraniční spolupráce v tomto regionu. K řízení skupinové dynamiky, hledání tématu a vývoje představení jsou jako pedagogické prostředky používány metody divadelní pedagogiky a formy jazykové animace.
Při práci během interkulturních setkáních se osvědčila česko-německá jazyková animace speciálně vyvinutá Koordinačním centrem česko-německých výměn mládeže, zatímco čojč jako jazykový nástroj je používán především spíše v divadelním kontextu.[zdroj?]

## Charakteristiky jazyka
- tvoření slov skrze germanismy v češtině (např. ruksak, fusakl, špacírovat) a internacionalismy (např. kopírovat, telefon) nebo skrze hybridní slova ze dvou foneticky podobných slov, často s německým kořenem a českou koncovkou (např. Zwiebule, dankuju).
- žádná standardizace, především slovní zásoba se nově vytváří v kontextu jednotlivých projektů.[1]
- vzorec otázka-odpověď, tedy střídavě české a německé věty, které na sebe navazují (Jak se máš? - Danke, mir geht es gut.) nebo hybridní věty, které obsahují téměř každé slovo v obou jazycích (Mit divadlem Theater hýbat Grenzen hranicemi bewegen).

## Témata, projekty a aktivity
Témata, kterými se účastníci v dramatickém zpracování zabývají, jsou jednak specifická pro česko-bavorského pohraničí, jednak mají i všeobecné komponenty, které jsou relevantní pro mladé lidi. Přičemž jsou divadelní workshopy a projekty metodicky rozdělené na dva druhy: jazykové projekty s interakcí s publikem, kde je kladen důraz na jazykovou animaci a interkulturní aspekty česko-německých setkání mládeže, a dokumentární projekty, které se vztahují k místní historii nebo z ní vycházejí. 
Mimo divadelní projekty pořádá síť pravidelně kvalifikační akce pro její členy a ostatní zájemce, například v oblastech kreativního psaní, videa a obrazové dokumentace, interkulturní práce na projektu a pedagogiky pro zprostředkování jazyka.[zdroj?]

## Podpora a ocenění
Čojč - divadelní síť Čechy Bavorsko funguje díky dobrovolnictví členů a účastníků. Finanční podpora samotných projektů pochází z fondu Evropské unie, spolkových fondů, dotací a lokálních grantů. V roce 2011 byla schválena první ze dvou žádostí o finanční podporu od INTERREG programu Cíl-3 Svobodný stát Bavorsko - Česká republika s názvem Hnutí na hranici. V roce 2014 byla síti schválena podpora v rámci navazující žádosti Otevřená hranice, noví poslové.
V roce 2010 byla síti udělena cena Stavitel mostů Centra Bavaria Bohemia v kategorii Kulturní iniciativy / Partnerské projekty / Sdružení.
V roce 2012 získalo Čojč gGmbH Občanskou cenu za rozvoj kultury udělovanou Bavorským zemským sněmem.